# 207th Street
207th Street è una fermata della metropolitana di New York situata sulla linea IRT Broadway-Seventh Avenue. Nel 2019 è stata utilizzata da 1 853 146 passeggeri. È servita dalla linea 1, attiva 24 ore su 24.

## Storia
La stazione fu aperta il 1º aprile 1907.

## Strutture e impianti
La stazione è posta su un viadotto al di sopra di Tenth Avenue, ha due banchine laterali e tre binari, i due esterni per i treni locali e quello centrale per i treni espressi. Ognuna delle due banchine è dotata di un gruppo di tornelli con due scale per il piano stradale che portano all'incrocio con 207th Street.

## Interscambi
La stazione è servita da alcune autolinee gestite da NYCT Bus.
- Fermata autobus